# Araneus brisbanae
Araneus brisbanae är en spindelart som först beskrevs av Ludwig Carl Christian Koch 1867.  Araneus brisbanae ingår i släktet Araneus och familjen hjulspindlar. Inga underarter finns listade i Catalogue of Life.